# Pink Bloc
Le Pink Bloc (« bloc rose » en français) désigne une tactique de manifestation ou une forme d'action collective qui combat le patriarcat et la catégorisation des genres.

## Étymologie
Le mot pink bloc fait référence au mouvement contre le capitalisme rose pour le terme pink et au black bloc pour le terme bloc.

## Histoire

### Origine
Cette tactique d'action militante est née, sous son nom actuel, lors du contre-sommet du FMI et de la Banque Mondiale — tenu à Prague en septembre 2000 — où elle avait connu un grand succès et permis à une partie des manifestants d'arriver jusqu'au Centre de congrès. Des actions de ce type menées par le FHAR et plus précisément son sous-groupe les Gazolines dans les années 70, peuvent également être considérées comme les débuts du pink bloc.
En France, la tactique du pink bloc est utilisée en 2010 contre la réforme des retraites, puis en 2016 dans le cadre de la mobilisation contre la loi travail. Elle a été réutilisée plus tard dans un grand nombre de manifestations et actions directes  et se base sur une résistance festive, rythmée et colorée,. Elle vise à promouvoir le queer (dépassement des genres sociaux masculins et féminins et de l'oppression patriarcale) et le travestissement dans le cadre de manifestations sociales et revendicatives, mais s'en démarque en proposant d'autres modes d'actions et des revendications intersectionnelles fortes.

## Mode de fonctionnement
Le pink bloc n'a pas de leader ni de représentants, mais se base sur un ensemble de groupes affinitaires , souvent informel et d'associations et collectifs divers (CRF, Act up, QPT, Inverti·e·s...) qui manifestent ensemble et se rassemblent derrière des symboles communs comme les drapeaux, char avec une sonorisation ou autre en fonction des formes de la manifestation. Les paillettes, le rose, le doré et l'arc-en-ciel sont les codes couleurs également utilisés par les pink blocs pour mobiliser pour les luttes sociales et sensibiliser à la question des droits et des oppressions spécifiques que subissent les personnes LGBTQI+.
Le pink bloc détourne avec humour les armes du système et ses modes d'oppressions. On peut noter ainsi dans les modes d'actions le détournement de slogans traditionnels de manifestation jugés oppressifs, la réutilisation d'images et références à la pop culture et au militantisme plus traditionnel. Les pink blocs ne privilégient pas mode d'actions spécifiques mais se rassemblent sur les oppressions communes que subissent ses membres et la volonté de mettre fin à celles-ci à travers une ligne révolutionnaire et joyeuse. S'inspirant d'autres courants non-violents dans leurs moyens d'actions, on y retrouve un climat d'humour, de fête et d'inclusion des minorités.
Face aux forces de l'ordre, le pink bloc diffère également du Black bloc. Il utilise pour leur faire face des tactiques de mouvement constant et de distraction qui sont utilisées à la place de l'affrontement direct et/ou la violence.

## Revendications des pink bloc
Le pink bloc porte généralement des revendications Intersectionnelles.  En plus des droits des personnes LGBTQIA+, on peut voir l'utilisation de slogans, pancartes et banderoles à propos des droits des sans-papiers, du droit à l'avortement, de la décriminalisation de la prostitution, de la lutte anticapitaliste, de la lutte anti-police, de l'anti-fascisme...
Les personnes participant au pink bloc, dans la tradition des groupes minorisées du retournement du stigmate, réutilisent ce qui les exclue de la norme pour revendiquer leurs droits.

## Queer Radical

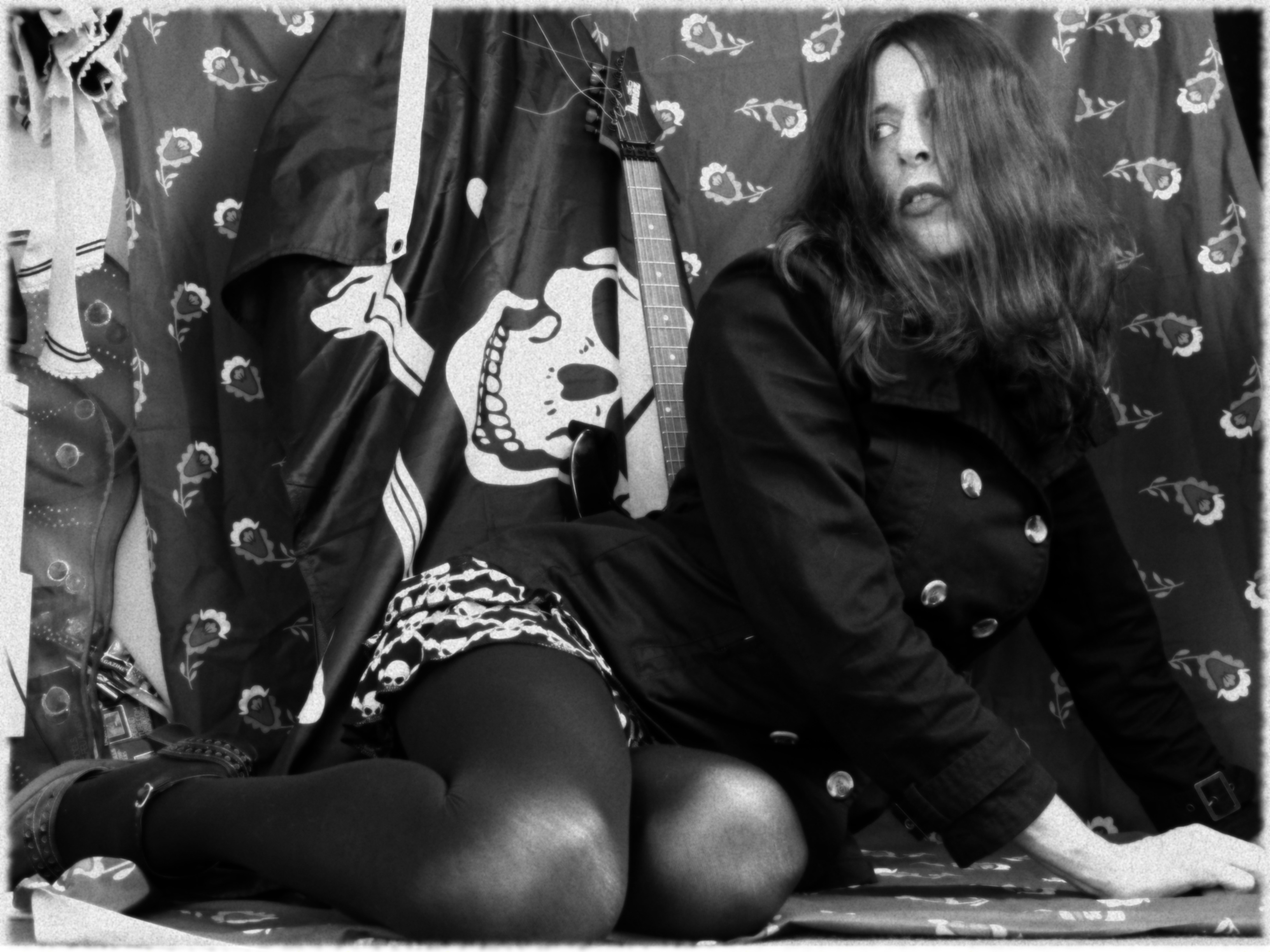
No gender, No Master, Activiste anarcho-queer en lutte contre "l'oppression patriarcale et sexiste".

Les Pink blocs s'inscrivent dans une mouvance politique plus large, souvent nommée « anarcho-queer », ou plus fréquemment, « queer radicale ». Il n'existe pas de définition consensuelle au terme « queer radical », à partir du moment où le terme queer lui-même demeure intrinsèquement et volontairement indéfini. Cela dit, l'expression a été appropriée depuis les débuts du mouvement altermondialiste par sa fraction qui se réclamait critique de l'hétérosexisme et du clivage masculin/féminin[réf. nécessaire].